# أنتوني زامبرانو
أنتوني زامبرانو (بالإسبانية: Anthony Zambrano) هو منافس ألعاب قوى كولومبي، ولد في 17 يناير 1998 في مايكاو ‏ في كولومبيا.

## وصلات خارجية
- أنتوني زامبرانو على موقع الاتحاد الدولي لألعاب القوى (الإنجليزية)
- أنتوني زامبرانو على موقع اللجنة الأولمبية الدولية (الإنجليزية)
- أنتوني زامبرانو على موقع أوليمبيديا (الإنجليزية)